# Requête en accréditation
Pour les articles homonymes, voir Accréditation.
En droit du travail québécois, une requête en accréditation est la demande envoyée par une association de salariés au Tribunal administratif du travail pour être reconnue comme syndicat au sein d'une entreprise et par conséquent avoir le droit d'exercer les droits de représentation, de négociation collective et de grève au nom des travailleurs.
La requête en accréditation est nécessaire parce que le Code du travail québécois instaure un régime de monopole de représentation syndicale. Contrairement à la situation qui prévaut en France, il ne peut y avoir qu'un seul syndicat par entreprise syndiquée au Québec, de même que dans le reste du Canada. La requête en accréditation équivaut à une procédure judiciaire de permis pour devenir le seul syndicat légal en place.
Si une grève est déclenchée alors que l'association n'a pas encore été accréditée, la grève sera illégale (art. 106 C.t.), comme ce fut le cas lors de la grève de Murdochville historique de 1957. En cas de grève illégale, les restrictions imposées à l'employeur sur l'utilisation de travailleurs de remplacement (scabs) de l'art. 109.1 C.t. ne s'appliquent pas et il peut y avoir un recours pénal contre l'association de salariés, ses dirigeants ou ses salariés en vertu de l'art. 142 C.t.

## Recevabilité de la requête en accréditation
Pour qu'une requête en accréditation soit recevable, elle doit respecter des conditions de recevabilité au sens où ce terme est employé dans la procédure civile, c'est-à-dire que le Tribunal administratif du Travail va sommairement rejeter une requête en accréditation si elle ne respecte pas certaines conditions de forme obligatoires.
Les conditions de recevabilité sont aux articles 22 et 25 du Code du travail.

### Période de l'envoi de la requête
D'abord, la requête doit être envoyée ou bien en cas de champ libre (art. 22 a) C.t.) s'il n'y a pas de syndicat en place ou de syndicat déjà visé par une requête en accréditation, ou  bien dans les périodes de maraudage (art. 22 b), b.1, b.2), c), d) et e) C.t.) quand un autre syndicat est déjà en place.
Dans le cas des périodes de maraudage, la requête en accréditation sera irrecevable ou bien si elle est envoyée en dehors des périodes visées, ou bien dans les cas de 22 b.1. C.t., 22 b.2 C.t. et 22 c) C.t., si les syndiqués de l'association rivale sont déjà en grève ou dont le différend a été soumis à l'arbitrage.

### Envoi des formalités de l'art. 25 al. 2 C.t.
Pour que la requête en accréditation soit recevable, l'association de salariés doit également envoyer les formalités prévues à l'art. 25 al.2 C.t.. Les documents envoyés sont :  
- La requête en accréditation
- La résolution de l’association signée par ses représentants mandatés,
- Une indication du groupe de salariés à représenter
- Les formules d’adhésion prévues au paragraphe b du premier alinéa de l’article 36.1[8] ou de copies de ces formules
- Tout document ou information exigé par un règlement (l'art. 9 du Règlement sur l'exercice du droit d'association conformément au Code du travail[9]exige que la requête en accréditation doit être accompagnée d’une copie certifiée conforme de la résolution prévue à l’article 25, avec  le nom de l’association requérante et, le cas échéant, l’organisme auquel elle est affiliée une description de l’unité de négociation recherchée, le nom de l’employeur et l’adresse du ou des établissements visés).

## Caractère représentatif
La question du caractère représentatif (50 % + 1) des salariés visés dans l'unité d'accréditation des articles 28 C.t., 21 C.t., 32 C.t., 36.1 C.t. et 37 C.t. est distincte de la recevabilité de la requête en accréditation. Le caractère représentatif est une condition de fond plutôt qu'une condition de forme. L'agent des relations du travail du Tribunal administratif du Travail va vérifier le caractère représentatif seulement dans un deuxième temps, une fois que les conditions de forme sont respectées et que l'employeur a reçu une copie de la requête en accréditation (art. 25 C.t.), pour lui laisser le temps de réagir.
L'employeur n'a pas intérêt à agir quant au caractère représentatif (art. 32 al. 4 C.t.), mais il peut intervenir quant à l'unité d'accréditation et aux personnes qu'elle vise, par ex. pour contester l'appartenance de certains travailleurs à l'unité ou pour suggérer une unité d'accréditation différente (art. 32 al.2 C.t.).

## Renouvellement d'une requête en accréditation en cas de rejet
L'art. 40 C.t. dispose que  « Une requête en accréditation ne peut être renouvelée avant trois mois de son rejet par le Tribunal ou d’un désistement produit par une association requérante sauf s’il s’agit d’une requête irrecevable en vertu de l’article 27.1, d’un désistement produit à la suite du regroupement des territoires de municipalités locales ou de ceux de centres de services scolaires ou de commissions scolaires, d’une intégration de personnel dans une communauté métropolitaine ou de la création d’une société de transport. »

## Révocation de la requête en accréditation
L'art. 41 C.t. dispose que 

« 41. Le Tribunal peut, au temps fixé au paragraphe b.1, b.2, c, d ou e de l’article 22, et le cas échéant à l’article 111.3, révoquer l’accréditation d’une association qui:
a)   a cessé d’exister, ou
b)   ne groupe plus la majorité absolue des salariés qui font partie de l’unité de négociation pour laquelle elle a été accréditée. »